# Massimo Luca
Massimo Luca (Santa Margherita Ligure, 4 de janeiro de 1950) é um guitarrista, compositor e produtor artístico italiano. Luca foi guitarrista acústico de diversos compositores e cantores italianos nos anos 70 como Lucio Battisti, Fabrizio De André, Mina, Francesco Guccini, Loredana Bertè, Bruno Lauzi, Roberto Vecchioni, Edoardo Bennato, Angelo Branduardi, Lucio Dalla, Ron, Fabio Concato.
Em 1974 forma, juntamente com Umberto Tozzi e Dattoli Damiano, o grupo de Data. Como autor, junto com Paola Palma ganhou o Festival de Sanremo em 1998, nas categorias Campioni e Nuove Proposte.